# Wóz amunicyjny dla systemu artyleryjskiego Regina
Wóz amunicyjny dla systemu artyleryjskiego Regina – polski transporter amunicji produkowany przez Hutę Stalowa Wola zakład w Jelczu, przeznaczony do dostarczania amunicji dla dywizjonowych modułów ogniowych Regina. Służący zarówno do przewozu amunicji, jak i jej zmechanizowanego załadunku i rozładunku.

## Konstrukcja
Wóz został skonstruowany na produkowanym od 2010 podwoziu samochodu ciężarowego Jelcz P882.53 z napędem na wszystkie osie (układ jezdny 8x8), w wykonaniu do transportu ADR, przeznaczonym pod zabudowy specjalistyczne. Wyposażony w dwuosobową opancerzoną kabinę zapewniającą osłonę załogi przed pociskami i odłamkami zgodnie z wymaganiami normy STANAG 4569 I, z urządzeniem filtrowentylacyjnym zapewniającym nadciśnienie min. 200 Pa. Na wyposażeniu znajduje się karabin maszynowy kal. 7,62 mm, pokładowy zestaw urządzeń łączności wewnętrznej i zewnętrznej FONET, oraz odbiornik nawigacji satelitarnej.

## Nadwozie

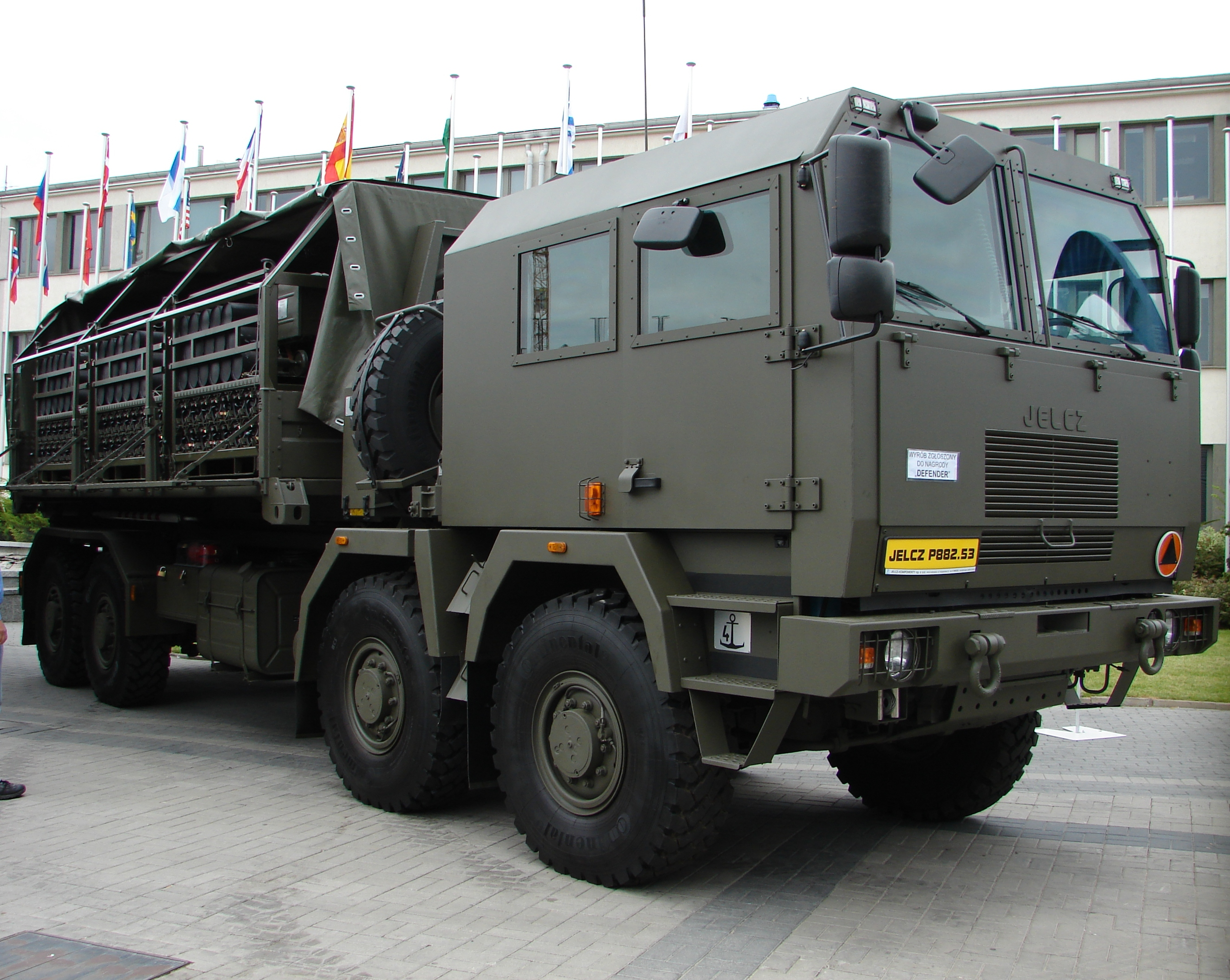
Nadwozie z paletami amunicyjnymi

20-stopowa platforma typu „Flat-rack”, przystosowana do hakowego systemu załadowczego, wyposażona w 6 palet specjalnych do przewożenia amunicji 155 mm.
Na każdej palecie można przewozić:
- 16 pocisków z zapalnikami transportowymi,
- 16 modułowych ładunków w tubach transportowych,
- niezbędną ilość zapalników i zapłonników,
- niezbędną ilość gazogeneratorów,

Palety wyposażone są w mechanizmy blokujące, służące do zamocowania palety na platformie kontenera. Konstrukcja palet umożliwia ich załadunek lub wyładunek przy pomocy wózka widłowego lub urządzenia dźwigowego. Paletowy system przewozu amunicji umożliwia dostosowanie platformy do przewozu różnego jej rodzaju.

### Burty
Przednia stała, z boku otwierane dzielone, oraz otwierana z tyłu. Pałąki osadzone w podstawie kontenera z możliwością demontażu. Plandeka dzielona przy bocznych burtach.
Załadunek i wyładunek platformy odbywa się przy wykorzystaniu systemu hakowego Typ MK IV.

## Napęd
- Silnik: turbodiesel Iveco Cursor 13, sześciocylindrowy, rzędowy, pionowy. Maksymalna moc, 540 KM / 392 kW[4].
- Skrzynia biegów: ZF 6S 221[5] zblokowana z silnikiem, synchronizowana, bieg wsteczny niesynchronizowany, 16-biegowa, sterowana mechanicznie[2][1].
- Sztywne mosty napędowe z oponami (14.00 R20), szerokoprofilowe z bieżnikiem terenowym lub uniwersalnym, z układem centralnego pompowania kół, wyposażone w specjalne wkładki Beadlock umożliwiające jazdę przy obniżonym ciśnieniu w ogumieniu, pozwalającym na polepszenie mobilności pojazdu w trudnym terenie[2][1][3].

## Warianty
Na tym samym podwoziu został skonstruowany wóz amunicyjny dla kołowych modułów ogniowych KMO Rak, umożliwiający transport sześciu specjalnych palet amunicyjnych, mieszczących po 16 moździerzowych 120 mm pocisków odłamkowo-burzących każda.